# Heinrich Doneldey
Heinrich Doneldey der Jüngere (* um 1300; † nach 1367) war ein Bremer Ratsherr und Bürgermeister. 1358 bereitete er bei Verhandlungen in Lübeck den Wiedereintritt Bremens in die Hanse vor. Zugleich war er Dombaumeister. 

## Leben
Doneldey gilt als erster Bürgermeister Bremens, wenn diese Zuweisung auch unsicher ist. Dies hängt damit zusammen, dass die Rechtsverhältnisse innerhalb der Stadt im frühen 14. Jahrhundert undeutlich waren, in jedem Falle aber zwischen der entstehenden Gemeinde und dem Erzbischof umstritten. Zwar konnte der Bremer Rat einen Streitfall entscheiden, doch nur dann, wenn sich beide Parteien an den Rat wandten; bis dahin war das erzbischöfliche Vogtsgericht zuständig.
Die zunehmende Einflussnahme des Rates – der wenige Jahrzehnte später letztinstanzlich entscheiden konnte, und vor dem der Beklagte auch dann erscheinen musste, wenn er nicht damit einverstanden war – hängt möglicherweise auch damit zusammen, dass die kirchlichen und kommunalen Aufgaben noch weniger getrennt waren, als dies sowieso schon üblich war. So wird Heinrich Doneldey als Dombauherr (dominus fabrice) bezeichnet; er stiftete 1334 eine Glocke, die Susannenglocke. Als die Reliquien der Heiligen Cosmas und Damian im Jahr 1335 im Dom wiederentdeckt wurden, ließ er aufwändige Feierlichkeiten ausrichten und Erzbischof Burchard Grelle ein Turnier auf dem Domshof veranstalten, dazu Prozessionen und Feierlichkeiten im Palast des Erzbischofs. Darüber hinaus wurden zwölf Bürger zu Rittern geschlagen.
Spätestens 1352 siegelten zwei Ratsherren zusammen mit Doneldey als Consules in Brema.

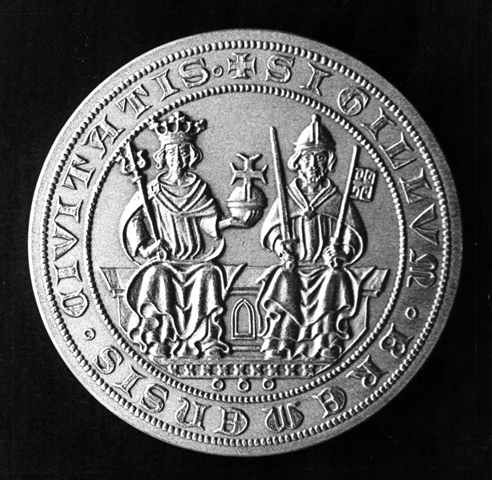
Das ab 1366 gebräuchliche Stadtsiegel: „Bremensis civitatvm sigillvm“

1358 ging Doneldey zusammen mit Berent von Dettenhusen als Gesandter nach Lübeck. 1350 war Bremen von der Pest schwer getroffen und hatte zudem wegen der Hoyaer Fehde von 1351 bis 1359 mit schweren Niederlagen und Kosten zu kämpfen. Die Hanse boykottierte zudem Flandern bzw. dessen Waren. Bremen war nicht Mitglied der Hanse, hatte den Boykott unterlaufen und musste nun in Lübeck um Wiederaufnahme bitten. Auf dem Weg nach Lübeck und in Hamburg mussten sich die Unterhändler schwere Vorwürfe anhören. Um wieder aufgenommen zu werden, musste Bremen den Flandern-Boykott unterstützen und Hamburg bei der Bekämpfung der Seeräuber auf der Elbe helfen. Die beiden Unterhändler unterzeichneten einen Vertrag, der vom Rat in Bremen ratifiziert wurde. Dieser Rat bezeichnete sie als „nostri consulatus socios, ad hoc per nos specialiter missos“ und zugleich ehrenhaft und diskret.
Nach einem Aufstand gegen die Ratsherrschaft im September 1365, dem sogenannten Bannerlauf, wurde jeder Neubürger fortan auf den Rat vereidigt.
1358 verkaufte Doneldey Land an die Vikare von St. Willehadi. 1360 erscheint Doneldey zusammen mit seiner Frau Margareta und seiner Schwester Mechtilde in einer Urkunde, in der die drei einem Bremer Bürger für 34 Mark Land in Lankenau verkaufen. Bei zwei weiteren Landverkäufen im Jahr 1367 erscheint Doneldey ebenfalls. In diesen Fällen wurde Land in der Lankenau und bei St. Paul in der Meyenstrate verkauft.
Seine Tochter Anna heiratete Detward von der Hude.